# Samsung Galaxy M14 5G
O Samsung Galaxy M14 5G é um smartphone com Android concebido e fabricado pela Samsung Electronics. Este telemóvel foi anunciado em 8 de março de 2023. Foi lançado com o Android 13 de origem e recebeu a sua primeira grande atualização do sistema operativo, o Android 14, em dezembro de 2023.